# Psittacara labati
Psittacara labati (аратинга гваделупський) — вимерлий вид папугоподібних птахів родини папугових (Psittacidae), що був ендеміком Гваделупи.

## Опис
Французький мандрівник Жан-Батист Лабат у своїй книзі «Nouveau Voyage aux isles l'Amérique» 1722 року описав птахів так: «Гваделупські аратинги є розміром з чорного дрозда, вони повністю зелені, за винятком кількох невеликих червоних пер на голові. Дзьоб у них білий. Вони дуже ніжні, лагідні і легко вчаться говорити».

## Історія
Гваделупські аратинги відомі лише за записами мандрівників Жана-Батиста Лабата, Гріффіта Хьюза і Жана-Батіста дю Тертра. Вони жили в тропічних лісах, ймовірно, живилися плодами і насінням і гніздилися в дуплах дерев. Гваделупські аратинги вимерли у другій половині XVIII століття. Рештки цього птаха не збереглося, через це точно встановили його таксономічний положення неможливо і його статус як окремого виду є гіпотетичним.